# Чудець (гміна)
Гміна Чудець (пол. Gmina Czudec) — сільська гміна у східній Польщі. Належить до Стрижівського повіту Підкарпатського воєводства.
Станом на 31 грудня 2011 у гміні проживало 11749 осіб.

## Територія
Згідно з даними за 2007 рік площа гміни становила 84.96 км², у тому числі:
- орні землі: 67.00%
- ліси: 23.00%

Таким чином, площа гміни становить 16.88% площі повіту.

## Населення
Станом на 31 грудня 2011:
| Опис     | Загалом | Загалом | Чоловіки | Чоловіки | Жінки | Жінки |
| -------- | ------- | ------- | -------- | -------- | ----- | ----- |
| одиниця  | осіб    | %       | осіб     | %        | осіб  | %     |
| все      | 11749   | 100     | 5859     | 49.87    | 5890  | 50.13 |
| міське   | 0       | 100     | 0        |          | 0     |       |
| сільське | 11749   | 100     | 5859     | 49.87    | 5890  | 50.13 |

## Солтиства
Чудець, Бабіца, Нова Вєсь, Пшедмєсцє Чудецкє, Пстронгова (солтиства: Пстронґова  і Пстронґова  Воля), Вижне, Заборув.

## Історія
Об'єднана сільська гміна Чудець Ряшівського повіту Львівського воєводства утворена 1 серпня 1934 р. внаслідок об'єднання дотогочасних (збережених від Австро-Угорщини) громад сіл (гмін): Чудець, Бабіца, Ґлінік Хажевскі, Нова Вєсь Чудецка, Пшедмєсцє Чудецкє, Пстронгова, Вижне, Заборув, Зажече.

## Сусідні гміни
Гміна Чудець межує з такими гмінами: Боґухвала, Вельополе-Скшинське, Івежице, Любеня, Небилець, Стрижів.